# Whitehaven Beach
Whitehaven Beach is een bezienswaardige plek op Whitsundayeiland (onderdeel van de Whitsundayeilanden), aan de oostzijde van Australië (Queensland) en is gelegen bij het Groot Barrièrerif. Het gebied op dit eiland staat bekend om zijn hagelwitte zandstranden, rust en tropische schoonheid. Per boot en per klein vliegtuig is deze plek tevens te verkennen.
Vanuit Airlie Beach worden verschillende zeiltrips aangeboden naar de Whitsunday Islands, waarbij over het algemeen ook Whitehaven Beach wordt aangedaan.

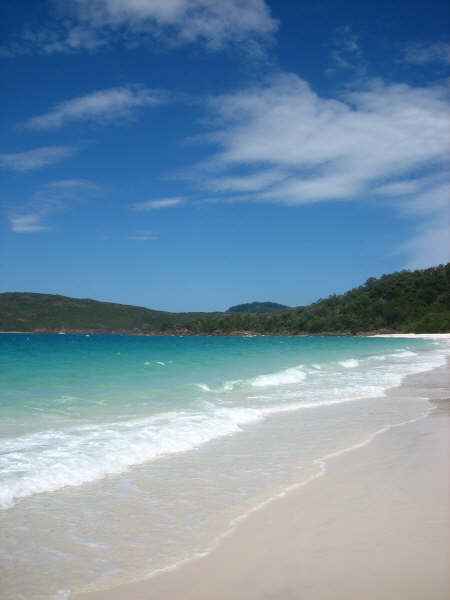
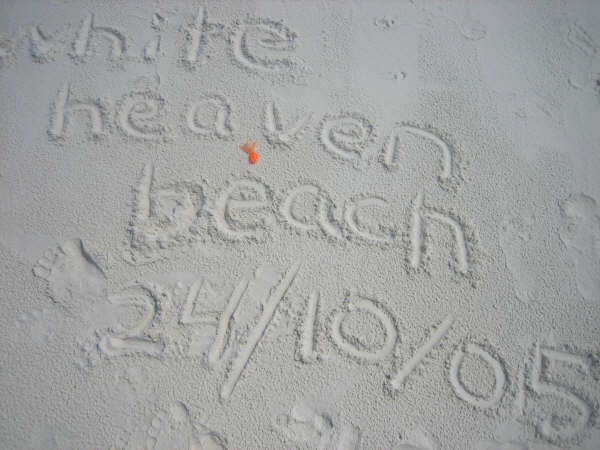
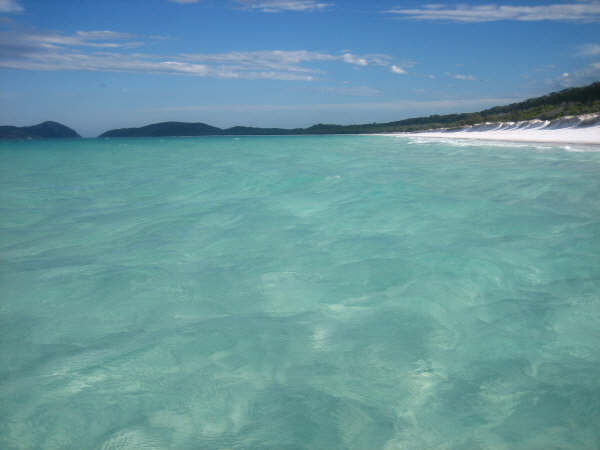